# Wikispeed

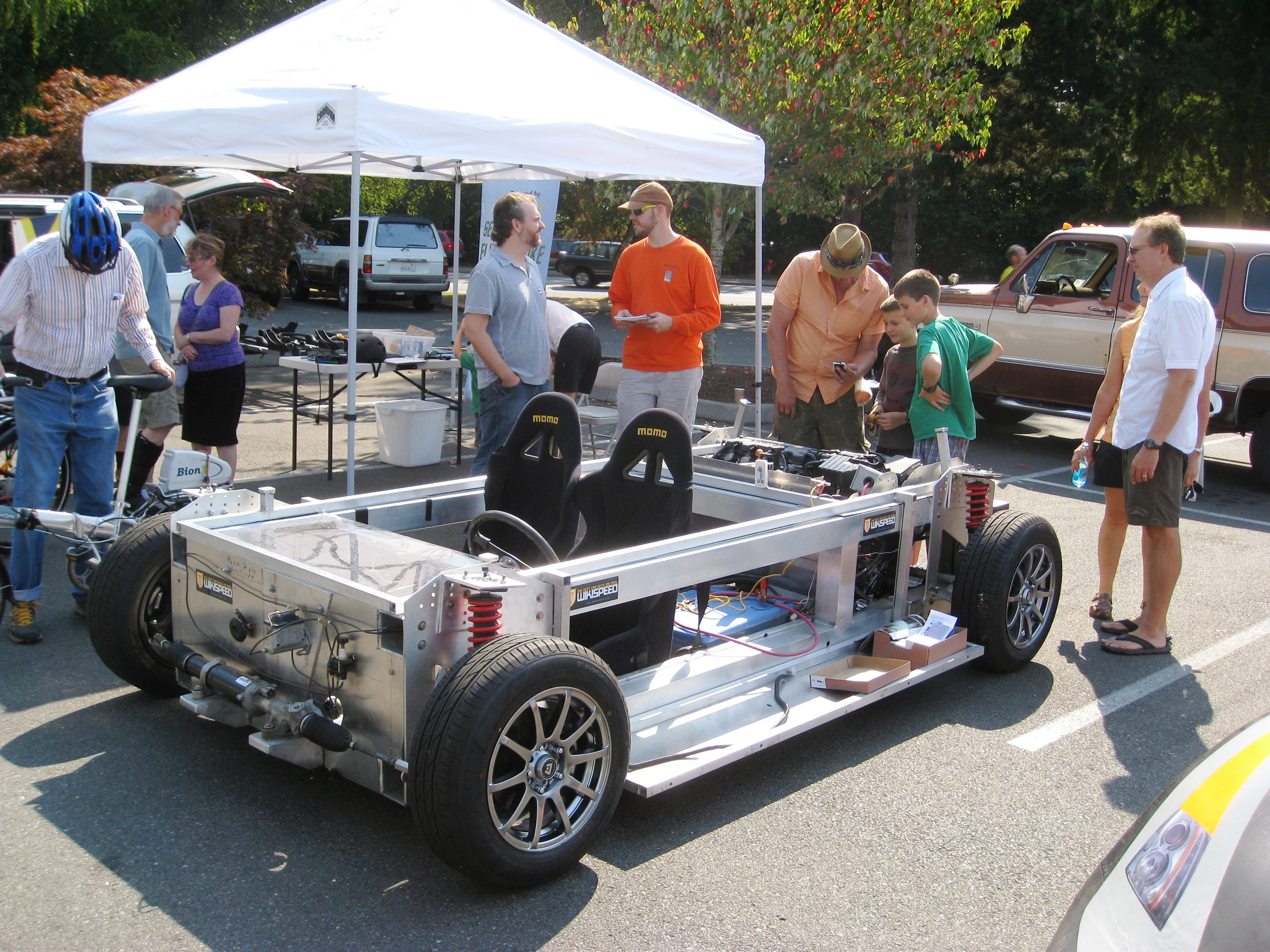
Prototyp z roku 2011

Wikispeed je americký automobilový výrobce, který vyrábí elektromobily s modulárním designem. Wikispeed byl založen Joem Justicem a sídlí v Seattlu ve Washingtonu.
a zúčastnil se Automotive X Prize v roce 2010. Vůz debutoval v lednu 2011 na Detroitském North American International Auto Show (Naias) v Michiganu. 
Wikispeed inovuje uplatňováním vývojové techniky Scrum vypůjčené ze světa softwaru. Používají open source nástroje a jednoduché metody řízení s cílem zlepšit svoji produktivitu.
24. července 2012 Wikispeed oznámil, že akceptuje Bitcoiny jako platební prostředek.
6. ledna 2015 Wikispeed oznámil, že nebyl schopen vytvořit funkční modul motoru od svého druhého modelu a požádal komunitu o pomoc. 15. února 2015 oznámil, že má další funkční modul motoru.